# 멀고 먼 길
《멀고 먼 길》은 대한민국의 포크 싱어송라이터 한대수의 정규 데뷔 음반이다. 초반 재킷에는 직접 촬영한 거친 입자의 흑백 사진을 썼는데, 삐딱한 표정의 자화상 사진이 인상적이다. 이 음반은 한국 최초의 모던 포크 싱어송라이터 한대수의 첫 음반이자 1970년대 한국 포크를 대표하는 명반이다.
1989년 재발매판에는 미발표곡이었던 〈하루아침〉을 수록한다.

## 데뷔 과정
1948년 부산에서 태어난 한대수는 10살 때 미국으로 건너갔다 3년 후 다시 부산으로 돌아와 경남중을 졸업했다. 그는 부산 경남고 시절 같은 반 친구 김형수에게 〈목포의 눈물〉 첫 소절을 배우며 처음 기타를 접했다.
1965년 17세 때 행방불명된 부친을 찾아 미국으로 다시 갔지만 가정과 학교 생활에 적응하지 못해 방황했다. 상담교사의 도움으로 예술적 재능을 살려 시와 노래를 만들기 시작했고 1967년 뉴욕에서 사진을 전공했다.
한대수는 미국을 뒤엎은 히피즘에 중독되었던 그 무렵 듀오 바나나보이스로 활동했다. 1968년에는 치렁치렁한 장발에 기타 하나를 둘러메고 귀국해 서울 무교동의 세시봉 무대에 처음 올라 자작곡을 선보였다. 그때 사회를 본 TBC TV 이백천 PD의 주선으로 《명랑백화점》에 처음 출연했다. 당시 시청자들은 TV에서 흘러나오는 그의 음악보다 긴 머리에만 관심을 뒀다.

## 녹음
1974년 군 복무를 마치고 돌아온 한대수는 가수가 아닌 김민기의 〈바람과 나〉, 양희은의 〈행복의 나라〉의 작곡가로 변모했다. 그는 제대 전에 도움을 준 CBS 기독교방송 김진성 PD의 주선으로 신세계 레코드에서 계약금 50만 원을 받고 데뷔 음반 녹음에 들어갔다.
당시 한대수에게 주어진 녹음 시간은 딱 8시간이었다. 그는 포크 가수 방의경의 기타를 빌려 드럼 권용남, 베이스 조경수, 첼로 최동휘, 피아노와 플루트를 맡은 정성조와 함께 4트랙 동시녹음으로 데뷔 음반 작업을 했다.

## 평가
대한민국 모던 포크 계를 개척한 음반이며, 김민기 1집과 함께 데뷔때부터 번안곡이 아닌 자작곡을 만듦으로서 한국 포크 음악이 발전 할 수 있는 계기를 만들었다는 평을 받는다.

## 수록곡
전체 작사·작곡: 한대수
| #             | 제목            | 재생 시간 |
| ------------- | --------------- | --------- |
| 1.            | 〈물 좀 주소!〉 | 3:16      |
| 2.            | 〈하룻밤〉      | 4:17      |
| 3.            | 〈바람과 나〉   | 3:44      |
| 4.            | 〈옥이의 슬픔〉 | 4:10      |
| 총 재생 시간: | 총 재생 시간:   | 15:27     |

| #             | 제목            | 재생 시간 |
| ------------- | --------------- | --------- |
| 1.            | 〈행복의 나라〉 | 3:18      |
| 2.            | 〈인상〉        | 3:56      |
| 3.            | 〈사랑인지?〉   | 4:34      |
| 4.            | 〈잘가세!〉     | 3:27      |
| 총 재생 시간: | 총 재생 시간:   | 15:15     |